# Roseli Timm
Roseli Ana Timm (* 25. Juli 1962 in São Paulo) ist eine ehemalige brasilianische Volleyball- und Beachvolleyballspielerin.

## Karriere
Roseli Timm begann ihre Karriere im Hallenvolleyball. Mit der brasilianischen Juniorinnen-Nationalmannschaft gewann sie 1978 in Rio de Janeiro die südamerikanische U19-Meisterschaft. Von 1981 bis 1983 spielte die Zuspielerin beim Club Athletico Paulistano, mit dem sie 1982 die nationale Meisterschaft gewann und 1983 im Endspiel der südamerikanischen Klubmeisterschaft stand. 1983/84 spielte sie bei Flamengo Rio de Janeiro. Mit der brasilianischen Nationalmannschaft wurde sie 1985 beim Weltpokal in Japan Sechste und 1986 bei der Weltmeisterschaft in der Tschechoslowakei Fünfte. Von 1985 bis 1991 war sie in der brasilianischen Superliga bei AA Supergasbras aktiv. Hier gewann sie 1986 die nationale Meisterschaft und wurde 1988 sowie 1990 Zweite bei der südamerikanischen Klubmeisterschaft. 1991/92 spielte Timm bei Botafogo FR und 1993/94 bei BCN/Guarujá.
In den 1990er Jahren wandte sich Roseli Timm dem Beachvolleyball zu. Sie ist eine der Spielerinnen, die am ersten Turnier der FIVB World Tour der Frauen in Almería im August 1992 teilnahmen. Mit Roseliane dos Santos belegte sie den dritten Platz im einzigen gemeinsamen Turnier. In den nächsten Jahren erreichte Roseli mit ihrer neuen Partnerin Isabel Salgado ihre größten Erfolge. Die beiden Brasilianerinnen gewannen von 1993 bis 1994 eine Goldmedaille bei der Veranstaltung in Miami, außerdem drei Silber- und zwei Bronzemedaillen. Anschließend spielte Roseli noch weitere zwei Jahre auf der Tour, ehe sie im Februar 1997 ihre Karriere beendete.